# Rebomboris del Pa

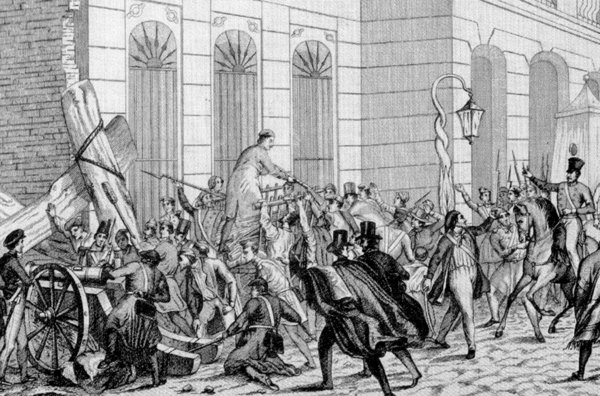
Rebomboris del pa (1789).

Los Rebomboris del Pa (en catalán quiere decir «Alborotos del Pan») fueron unas revueltas populares que tuvieron lugar en Barcelona en 1789, causadas por el aumento del precio del pan a causa de unas malas cosechas. 

## Historia
Según Josep Fontana, la causa última del levantamiento hay que buscarla en la interferencia del gobierno de Carlos III en el sistema que regía en Cataluña, y singularmente en Barcelona, para mantener estable el precio del pan (libertad de comercio de cereales, pues en su mayoría eran importados, y control municipal de la producción del pan). Se impuso por decreto el modelo contrario, que era el que existía en el resto de la monarquía y especialmente en Madrid, según el cual el comercio del grano estaba controlado y en cambio la panificación era libre. De esta forma se eliminaron los controles que ejercía el ayuntamiento de Barcelona. «El sistema funcionó unos años, hasta que en 1789, en una etapa en que se sufrían las consecuencias de una mala cosecha a escala europea, la Audiencia quiso intervenir subiendo el precio del pan, una medida que iría seguida del aumento de los precios de la carne, del aceite y del vino», afirma Fontana.
El levantamiento se inició el 28 de febrero de 1789. Ese día la población —especialmente las mujeres— salió a la calle y atacó e incendió varias barracas de venta de pan y el Pastim municipal —edificio que tenía hornos propios para hacer el pan—. Fueron saqueados al grito de fora la fam! («¡fuera el hambre!»). Al día siguiente, 1 de marzo, y al grito de Visca el Rei, mori lo general («viva el rey, muera el general»), la multitud se dirigió hacia el Pla de Palau, donde se hallaban las principales instituciones estatales de la ciudad; aunque el capitán general, el conde del Asalto (al que se acusaba de participar en la especulación de granos), se había refugiado en la Ciudadela, hubo diversos enfrentamientos con la tropa, que provocaron la muerte de un soldado y un sargento, así como numerosos heridos. Algunos sublevados habían entrado en la catedral para tocar a somatén.
Finalmente se produjo una negociación entre los revoltosos y las autoridades, representadas por el general conde del Asalto, quien no tenía suficientes tropas para hacer frente a la rebelión, y por el Ayuntamiento, que pidió la ayuda de los gremios profesionales —muy influyentes en la ciudad— y de los frailes capuchinos para llevar las negociaciones. Se aceptó la rebaja del precio del pan y la liberación de los prisioneros; sin embargo, los representantes populares pidieron también rebajas en el precio de la carne y el aceite, que fueron igualmente concedidas.
Los días 1 y 2 de marzo la rebelión se extendió a otras localidades, como Mataró, Sabadell y Vic. Pero el día 2 llegaron refuerzos militares que se impusieron a los sublevados, lo que originó una dura represión, que causó un centenar de deportados y seis condenados a muerte. Pese a todo, los alborotos tuvieron diversas consecuencias, como la destitución del conde del Asalto y la reintroducción de la insaculación desde 1790.
Josep Fontana ha destacado que «a diferencia de lo que había pasado cuando el motín de las quintas [de dieciséis años antes], se quiso castigar en esta ocasión a los supuestos promotores de los 'rebomboris', de manera que el 28 de mayo se ejecutó en la horca a cinco hombres y una mujer». Fontana aporta el testimonio (en catalán) de un testigo de estos hechos que destaca la ausencia de público (lo que Fontana interpreta como una prueba de que «los barceloneses no aceptaban la justicia de esta condena»):

Solo estos infelices son los que pagaron la pena. Los cogieron, los llevaron a la prisión del rey y una tarde los llevaron a la Ciudadela. Allí los pusieron en capilla y al tercer día los llevaron a la horca acompañados de muy poca congregación y poca gente, que casi no se veía a nadie por las calles, porque todas las casas tenían las puertas cerradas, que hacía un gran duelo con aquella gran quietud, que parecía jueves y viernes santo. Toda la tropa de la ciudad y de la Ciudadela y la de Mongüich estaban a las armas, a un caso de que hubiera algún ruido.

## Valoración
La historiadora Núria Sales a la pregunta que ella misma se formula de si los «Rebomboris del Pa» fueron una simple crisis de subsistencias o una revuelta de carácter revolucionario responde:

La revolución, las autoridades bastante la debieron temer, ya que hicieron venir, especialmente a Barcelona, cinco regimientos, dejaron la artillería encarada a la ciudad durante días, quitaron los badajos a las campanas [para impedir que se llamara a somatén], prohibieron las reuniones de más de dos personas, hicieron venir dos barcos de guerra y una fragata también de guerra para deportar un centenar de manifestantes, encarcelaron a muchos más y ejecutaron a seis; en julio todavía venían dos galeras de la marina de guerra, con propósito supuesto de intimidación. [...] Pero si el exceso de represión fue condenado, y lo fue hasta por un hombre como el barón de Maldá —que días antes de los desórdenes despotricaba contra la abundancia en Barcelona "de aquella casta de gentuza de mozos de fábrica [canalla de mossos de fábrica] y gorras rojas"...—, no se produjo aquella alianza momentánea entre los de abajo y los del medio contra los de arriba.

Por su parte Josep Fontana ha considerado lo siguiente:

Se trataba de una revuelta de subsistencias, como tantas otras, propias sobre todo de las sociedades de Antiguo Régimen. [...] No es que no hubiera en la sociedad catalana elementos que apuntaban en dirección a los cambios revolucionarios, pero estos eran todavía muy poco visibles. Su hora llegaría mucho más tarde.